# Hylobates klossii

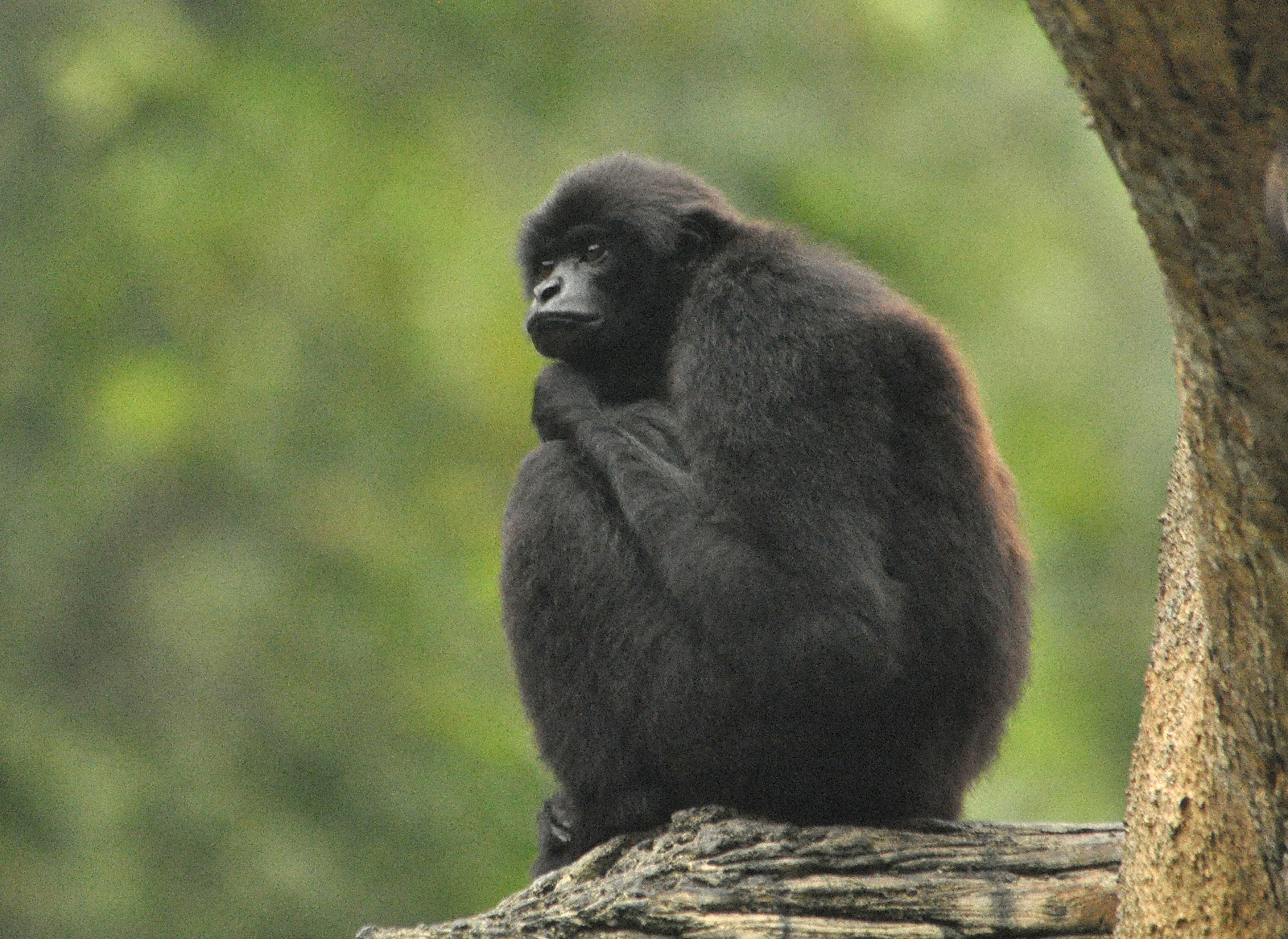
Gibón de Kloss (Hylobates klossii).

El gibón de Kloss (Hylobates klossii) es una especie de primate hominoideo de la familia Hylobatidae endémico de las islas Mentawai al oeste de Sumatra.
Le sigue al siamang que posee un saco gular que utiliza para amplificar los sonidos.

## Distribución
El gibón de Kloos se encuentra en las islas Mentawai al oeste de Sumatra, específicamente en Siberut, Sipura, Pagai del Norte y Pagai del Sur.

## Hábitat
El gibón de Kloss, se encuentra en la copa de los árboles, en bosques semicaducifolios y en los bosques tropicales perennes.

## Población
La población estimada en las islas Mentawai, usando monitoreo de los llamados y cálculo del área de bosque para hacer el censo, se estimó en 20.000 a 25.000 individuos; con una tasa de reducción desde la última medición en 2005 del 50%. La densidad estimada es en promedio de 12 individuos por km². La población más grandes existente es de 13.000 a 15.000 animales en el Parque nacional Siberut.

## Características
El gibón de Kloss tiene un peso promedio de 5,70 kg y una talla entre 44 a 63,5 cm. Como todos los gibones es un braquiador. Tiene un cuerpo delgado sin cola y como carácter distintivo, tiene el pelo denso y de color negro brillante, con un gran saco gular bajo el mentón, lo mismo que el siamang, este saco le permite emitir sus llamados. La esperanza de vida en libertad es de 25 años y la edad más alta registrada en cautividad fue de 37 años.

## Reproducción
Hylobates klossii es monógamo. Las hembras son fértiles todo el año y el periodo de gestación lleva 7 a 8 meses, con una cría por vez casa 2 a tres años. El destete ocurre al segundo año de vida. Alcanzan la madures sexual a los 6 a 7 años de edad y permanecen en el grupo hasta la adolescencia. Tanto los machos como las hembras participan en el cuidado de las crías. A menudo los parientes ayudan a los jóvenes en la ocupación de un nuevo territorio, cuando estos dejan el grupo.

## Comportamiento
Es arborícola, que se mueve entre los árboles por medio de la braquiación. Pueden movilizarse en el suelo, pero lentamente y por cortos periodo. Se mueven en promedio unos 1.500 metros por día y son diurnos con un promedio de 10 horas de actividad al día. Duermen en la copa de los árboles en la noche, usando frecuentemente el mismo árbol. 
Son territoriales, con adolescentes y machos subadultos cooperando activamente con su padre en la defensa del territorio. La extensión del territorio es fluctúa entre 20 a 35 ha, de los cuales defienden unas 10 ha de hasta seis grupos diferentes que ocupan el kilómetro cuadrado a su alrededor.

## Amenazas
Esta especie está amenazada principalmente por la cacería y la industria maderera. También el avance de las plantaciones de palma de aceite. Recientemente la caza se ha incrementado a causa del acceso hasta áreas remotas de los madereros y el uso de rifles en lugar de armas tradicionales. Lo mismo que el reemplazo de las religiones tradicionales que controlaban la cacería, por el cristianismo. La captura como mascota también es un factor de amenaza importante.

## Estado de conservación
En 2008 fue catalogado como en peligro de extinción (EN, del inglés endargered), debido a la disminución de la población continuada desde el pasado, estimada en más del 50% en los últimos 45 años, debido a la cacería y pérdida de su hábitat.